# Деколлаж
Деколлаж (от фр. décollage — «отклеивание»)— художественная техника, противоположная коллажу: вместо соединения в произведении разнородных частей существующих изображений, художник удаляет части исходных изображений. Примерами деколлажа являются сюрреалистический приём étrécissements и метод нарезок. Сходной техникой является рваный плакат (англ. lacerated poster), состоящая в том, что несколько плакатов располагаются друг над другом, и верхние плакаты разрываются таким образом, чтобы открыть нижние слои в соответствии с замыслом художника. 
Деколлаж был изобретён представителями нового реализма, применявшими его наряду с ассамбляжем. Пик популярности стиля приходится на 1960-е годы. 

## Приверженцы стиля

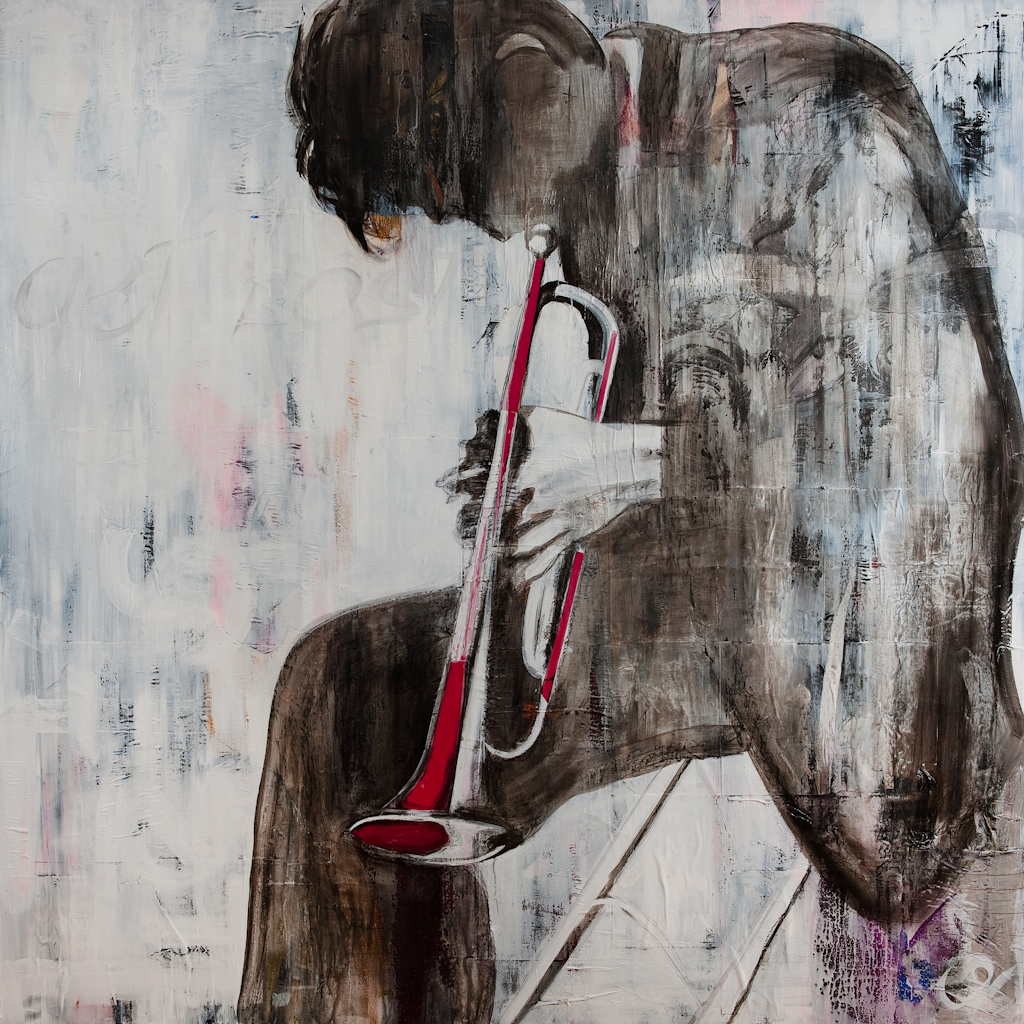
Деколлаж на холсте 200x200cm 2012

Влиятельным приверженцем деколлажа был Вольф Фостель. Он обнаружил слово «décollage» в номере газеты «Le Figaro» от 6 сентября 1954 года, где оно использовалось для описания крушения самолёта на взлёте. Художник решил использовать термин для обозначения эстетической философии, в том числе применяемой при создании перфомансов. В варианте Фостеля слово было разбито на части: «Dé-coll / age» и определяло визуальная силу, которая разрушает изношенные ценности и заменяет их мышлением как функцией, дистанцированным от носителя. Свои хеппенинги Фостель называл «Dé-coll / age-хеппенинги».
Самыми известными художниками Франции, использовавшими технику деколлажа, в частности, рваного плаката, являются Франсуа Дюфрен (фр. François Dufrene), Жак Виллегле (фр. Jacques Villeglé), Миммо Ротелла и Раймон Энc (фр. Raymond Hains). Раймон Энс использовал технику рваного плаката в качестве арт-интервенции, направленной на критику незадолго до этого появившейся крупномасштабной рекламы. По сути, его деколлаж уничтожал рекламу, но оставлял её для созерцания публикой. Эти художники часто работали совместно и намеревались анонимно представить свои работы в Париже. Они входили в большую группу в 1960-х годов под названием Nouveau Réalisme («Новый реализм»), парижский ответ американскому движению поп-арта. В основном группа состояла из парижан (в том числе её участниками были Ив Кляйн, Кристо и Бурхан Доганкай, а помощью в создании оказал критик Пьера Рестани), но, например, Ротелла был итальянцем и вернулся в Италию вскоре после формирования группы. Некоторые из первых приверженцев техники пытались перенести деколлажированный плакат из его первоначального контекста в область поэзии, фотографии или живописи.
Техника разорванного плаката также тесно связана с техникой Excavation Collage Ричарда Дженовезе. Среди современных художников, использующих похожую технику деколлажа — Марк Брэдфорд, Майкл Вивиани и Брайан Деттмер, которые применяют новый метод, удаляя часть материала из книг, оставляя избранные изображения и формируя таким образом скульптурный коллаж. Английский художник Фицц Филдграсс использует фотографии, обработанные в графическом редакторе, наложенные бумагу, которую затем рвёт и отворачивает, чтобы вскрыть нижние слои и создать трехмерное изображение.

## Дешираж
Дешираж (от англ. déchirer — «рвать») — художественная техника работы с бумагой, разновидность деколлажа, в соответствии с которой исходное изображение физически надрывается и расслаивается, образуя трёхмерное лоскутное полотно. Дешираж использовал афроамериканский художник Ромар Бирден (1911—1988) в качестве элемента своих картин в стиле абстрактного экспрессионизма. В 2010 году в галерее Саатчи прошёл первый публичный показ фотографического дешиража — трёхмерных произведений, созданных надрывом слоёв цифровых фотографий. Выставка получила название Art of Giving.   

## Комментарии
1. ↑  Слово «décollage» используется во французском языке для обозначения отрыва самолёта от земли во время взлёта. Европейское космическое агентство использует его в качестве аналога английского «take-off» и русского «подъём» при пусках космических ракет.